# Віяло імператора
«Віяло імператора» (англ. The Emperor's Fan) — фентезійне оповідання Лайона Спрег де Кемпа, вперше опублікований частинами 1973 року) в журналі Fantastic. За внутрішньою хронологією книга перше в «Новарійської серії».

## Зміст
Імператору Куромона Цотузі Четвертому, який дуже боявся замахів на своє життя, розповіли про чаклуна Аджендра із Малвана, який заставив свого нападника безслідно зникнути.
На прийомі в імператора, Аджендра продемонстрував своє магічне віяло, яке одним помахом заставляло предмети зникати. Для повернення кожного предмета потрібно було виконати свою окрему послідовність жестів записану у блокноті Аджендра.
Імператор купив це віяло та блокнот з інструкціями повернення.
Він скористався ним проти деяких чиновників, які роздратували його, серед них був і його перший міністр Яебу. Але він не зміг їх повернути, оскільки загубив блокнот.
Згодом імператриця Насако порадила призначити на його місце свого таємного коханця чиновника Замбену.
Замбен викрав віяло й використав його проти імператора. Він одружився з Насако та став імператором-консортом.
Одного разу він вирішив методом перебору жестів з віялом відновити дані з утраченого блокнота.
Але після чергового жесту, з'явився зниклий дракон, який з'їв його.
Під час коронації молодого імператора сина Насако, зниклий блокнот знайшли в потайній кишені його корони.